# Gustaf Odencrants
Jacob Gustaf Odencrants, född 23 maj 1863 i Ljungarums församling, Jönköpings län, död 7 juli 1944 i Linköping, var en svensk kronofogde och kommunalpolitiker. 
Odencrants, som var son till vice häradshövding Hartvig Odencrants och Jacquette Gyllenhaal, blev student vid Uppsala universitet 1881, vid Lunds universitet 1886, avlade hovrättsexamen 1887 och blev vice häradshövding 1891. Han blev extra länsnotarie i Kalmar län samma år och var kronofogde i Tunaläns och Sevede härads fögderi 1899–1918. Han var ordförande i Vimmerby stadsfullmäktige 1902–1906 och föreståndare för Östgöta Enskilda Banks notariatavdelning 1918–1930. Han är mest känd som boksamlare och donator av inemot tio tusen volymer och en stor autografsamling till Linköpings stifts- och landsbibliotek.